# الملكية في الهند القديمة

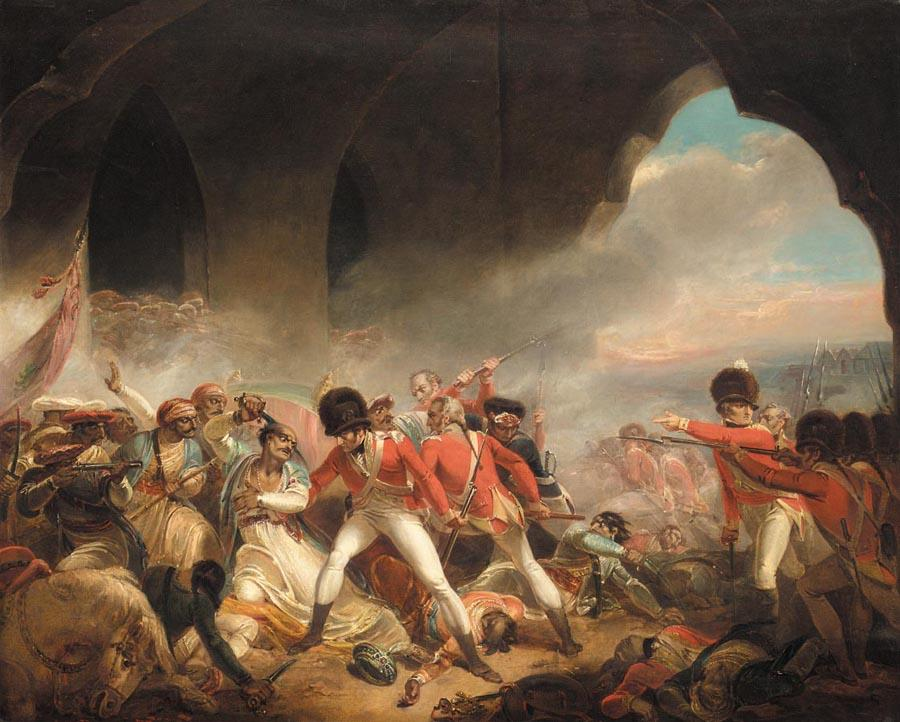

تجسّدت الملكية في الهند القديمة في سيادة الملك على الإقليم باعتباره حاميًا له، وهو دور انطوى على السلطة الدنيوية والدينية. تغيّر معنى الملكية وأهميتها جذريًا بين الفترة الفيدية والفترة الفيدية اللاحقة، وخضعت لمزيد من التطوير تحت تأثير البوذية. مع أن هناك أدلة على أن الملكية لم تكن دائمًا وراثية خلال الفترة الفيدية والفترة الفيدية اللاحقة -في أثناء تأليف أدب البراهمانا- بدأت آثار الملكية الانتخابية بالتلاشي مسبقًا.

## الملكية والفيدا
تعتمد الأفكار الفيدية حول إنشاء منصب الملك على أساطير عن تتويج إله واحد ملكًا على الآخرين. تكثر الأساطير حول أيٍّ من الآلهة فازت بهذا المنصب؛ في الريجفدا، يخاطَب كل من إندرا وآغني وسوما وياما وفارونا «كملوك». في الواقع، تتجلى الملكية في الريجفدا إلى حد كبير في اعتبار الآلهة فقط ملوكًا. والترانيم الموجَّهة مباشرة إلى ملوك الأرض، مثل 10.173-10.175، هي الاستثناء وليس القاعدة. يُقال في هذه الترانيم إن إندرا «أسّس» الملك وجعله سوما وسافيتر «منتصرًا». مع أن هذا يعني اعتماد الملك على الآلهة اعتمادًا وثيقًا، تتفق ندرة تصوير شخصية الملك البشري في الريجفدا مع فكرة أن الملوك في ذلك الوقت كانوا أساسًا بمستوى زعماء القبائل ولم يُنظر إليهم على أنهم إلهيون. هناك سطر مثير للجدل في 10.124.8 يشير إلى أفراد ينتخبون ملكهم، ويبدو أن 3.4.2 في الآتهارفافيدا تؤكد ذلك. أيضًا، تُظهر العديد من الترانيم في الريجفدا أهمية الساميتي (10.166.4، 10.191)، المجلس الحاكم، ما يشير أيضًا إلى أن الملوك الفيديين الأوائل حكموا في بيئة قبلية حيث ما يزال المجلس يؤدي دورًا رئيسيًا في اتخاذ القرار.
كما ذُكر آنفًا، لم يُعتبَر الملك إلهيًا في بداية الفترة الفيدية. ومع ذلك، بحلول الوقت الذي تم فيه تأليف البراهمانا، ارتبط الملك ارتباطًا متزايدًا بالآلهة بسبب خصاله والطقوس التي يؤديها. بحلول هذا الوقت أيضًا، أصبحت الملكية منصبًا وراثيًا وبدأت أهمية الساميتي تتضاءل.

## الدارما والملك
قبل الفيدا، شكلت القبائل الآرية التي وصلت إلى الهند «أخوية عسكرية» تحكم السكان المحليين الأجانب. وعندما اندمجوا في السكان المحليين، بدأت السلطة السياسية داخل المجتمع بالتغيّر من نظام عشائري تقاسمت فيه مختلف العشائر المسؤوليات إلى نظام أكثر شبهًا بالفيدي يحكم فيه حاكم واحد الرعية ويدير شؤونهم. في هذا النظام الجديد ظهرت أولًا فكرتا البراهمان والكشاترا، أو السلطة الروحية والدنيوية، على التوالي. من أجل تحقيق الدارما الجماعية، كان على البراهمة أن «يرشدوا الرعية في واجباتهم» ويوجّهوا ممارساتهم الروحية توجيهًا صحيحًا؛ من ناحية أخرى، كُلِّفت الكشاتريا بـ «الوظيفة الملكية» المتمثلة في الحفاظ على الطاعة وفقًا للدارما وبالتالي ضمان تنفيذ الممارسات الصحيحة. بتّ البراهمة في شأن العمل الروحي الصحيح بينما ضمنت الكشاتريا ممارسته على الوجه الصحيح، ما أدى إلى نشوء تعاون أساسي بين الاثنين من أجل ضمان أداء الدارما، وشكل هذا التعاون «أحد العناصر الأساسية في نظرية سمريتي للملكية». تزامن هذا مع تطور عقيدة انبعاث الروح والتحرر المحتمل، موكشا، من دورة الانبعاث المستمر المعروف باسم سامسارا، ما هوّن الأعمال الصفيقة وبطولة «الطريقة الآرية» كما يتضح من القصص التي سبقت الملاحم الهندوسية، مثل قصة فيدولا التي يُثار فيها المحارب عاطفيًا لأداء واجباته كمحارب في مواجهة المحن. وفقًا لهذه الفلسفة الجديدة، يجب على الحكام «قبول واجباتهم وتنفيذها دون الرغبة في ما ليس له قيمة دائمة»، بعبارة أخرى، دون ربط أنفسهم بأفعالهم والتفكير في النتيجة النهائية لأعمالهم فقط. إن تمكين الجميع من التصرف بهذه الطريقة أو إلزامهم إذا اقتضى الأمر «يؤدي في النهاية إلى الهروب من الكارما» وبالتالي تحقيق الهدف الروحي لبراهما، ألا وهو الهروب من دورة سامسارا. كما ذُكر آنفًا، فإن أفضل الأمثلة على هذا النوع من تفاني الملك المتجرّد لأداء الواجب تظهر في ملاحم سمريتي كالبهاغافاد غيتا والرامايانا.